# Mesnil-Sellières
Mesnil-Sellières est une commune française, située dans le département de l'Aube en région Grand Est.

## Géographie
|             | Assencières      | Rouilly-Sacey |
| Villechétif | Mesnil-Sellières |               |
| Bouranton   | Laubressel       | Dosches       |

### Toponymie
« Mesnil », toponyme très répandu en France, à partir de Mansionem, le bas latin a créé un nouveau terme dérivé du mot latin mansionile, diminutif de mansio, demeure, habitation, maison. Devenu en français médiéval maisnil, mesnil, « maison avec terrain ». Il est aussi fait mention de Mesnil-Foucher près Sellières en 1172 et 1233 ou Le Mesnil-le-Guiart près Sellières en 1402.

### Hydrographie
La commune est dans la région hydrographique « la Seine de sa source au confluent de l'Oise (exclu) » au sein du bassin Seine-Normandie. Elle n'est drainée par aucun cours d'eau,.

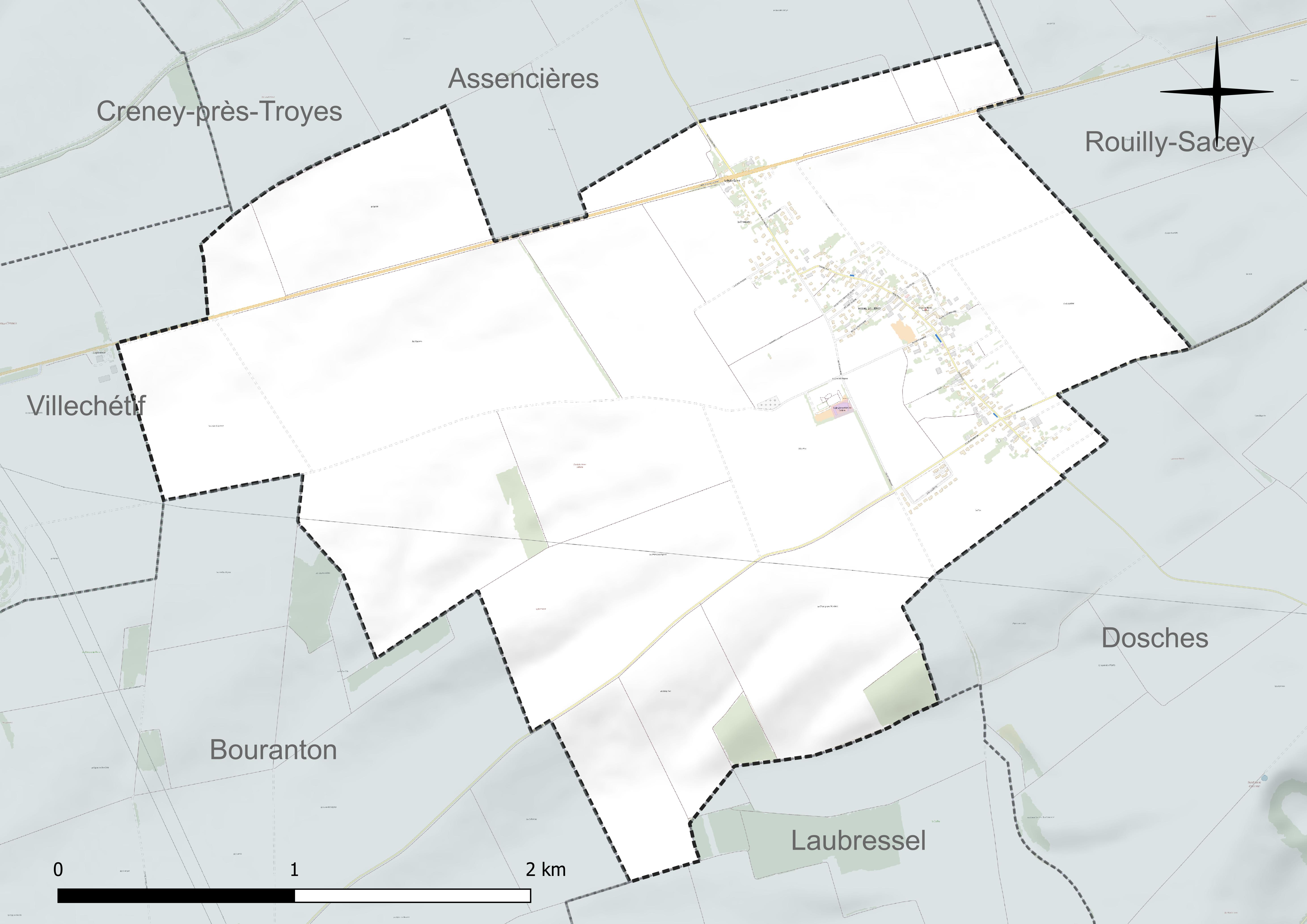
Réseau hydrographique de Mesnil-Sellières.

### Climat
Pour des articles plus généraux, voir Climat du Grand Est et Climat de l'Aube.
En 2010, le climat de la commune est de type climat océanique dégradé des plaines du Centre et du Nord, selon une étude du Centre national de la recherche scientifique s'appuyant sur une série de données couvrant la période 1971-2000. En 2020, Météo-France publie une typologie des climats de la France métropolitaine dans laquelle la commune est exposée à un climat océanique altéré et est dans la région climatique Lorraine, plateau de Langres, Morvan, caractérisée par un hiver rude (1,5 °C), des vents modérés et des brouillards fréquents en automne et hiver.
Pour la période 1971-2000, la température annuelle moyenne est de 10,4 °C, avec une amplitude thermique annuelle de 16,3 °C. Le cumul annuel moyen de précipitations est de 751 mm, avec 11,7 jours de précipitations en janvier et 8,1 jours en juillet. Pour la période 1991-2020, la température moyenne annuelle observée sur la station météorologique de Météo-France la plus proche, « Mesnil-Saint-Père », sur la commune de Mesnil-Saint-Père à 13 km à vol d'oiseau, est de 11,4 °C et le cumul annuel moyen de précipitations est de 772,6 mm. 
La température maximale relevée sur cette station est de 41 °C, atteinte le 25 juillet 2019 ; la température minimale est de −20,5 °C, atteinte le 2 janvier 1997,,.
Les paramètres climatiques de la commune ont été estimés pour le milieu du siècle (2041-2070) selon différents scénarios d'émission de gaz à effet de serre à partir des nouvelles projections climatiques de référence DRIAS-2020. Ils sont consultables sur un site dédié publié par Météo-France en novembre 2022.

## Urbanisme

### Typologie
Au 1er janvier 2024, Mesnil-Sellières est catégorisée commune rurale à habitat dispersé, selon la nouvelle grille communale de densité à 7 niveaux définie par l'Insee en 2022.
Elle est située hors unité urbaine. Par ailleurs la commune fait partie de l'aire d'attraction de Troyes, dont elle est une commune de la couronne,. Cette aire, qui regroupe 209 communes, est catégorisée dans les aires de 200 000 à moins de 700 000 habitants,.

### Occupation des sols
L'occupation des sols de la commune, telle qu'elle ressort de la base de données européenne d’occupation biophysique des sols Corine Land Cover (CLC), est marquée par l'importance des territoires agricoles (93,6 % en 2018), une proportion sensiblement équivalente à celle de 1990 (94,1 %). La répartition détaillée en 2018 est la suivante : 
terres arables (93,6 %), zones urbanisées (6,4 %). L'évolution de l’occupation des sols de la commune et de ses infrastructures peut être observée sur les différentes représentations cartographiques du territoire : la carte de Cassini (XVIIIe siècle), la carte d'état-major (1820-1866) et les cartes ou photos aériennes de l'IGN pour la période actuelle (1950 à aujourd'hui).

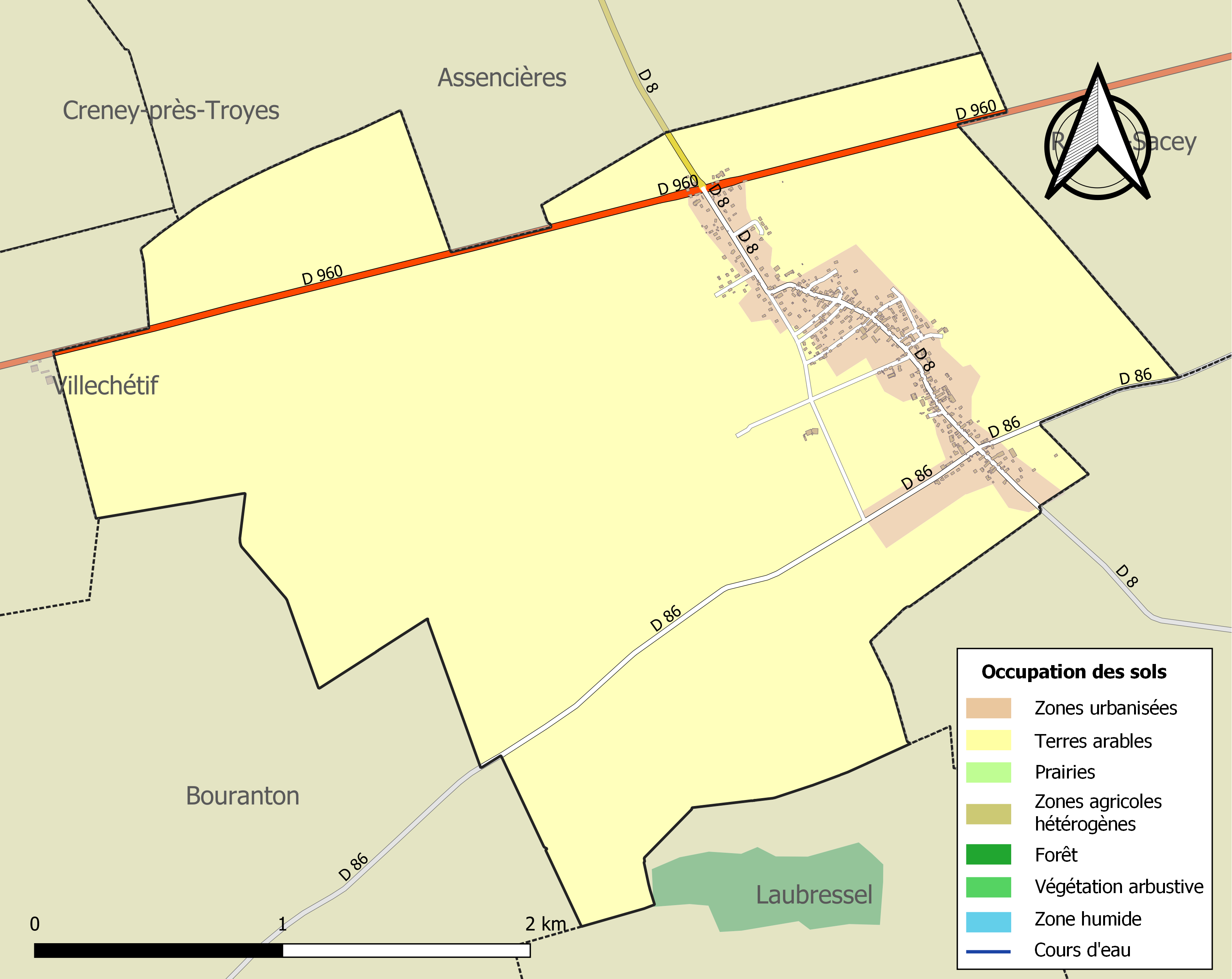
Carte des infrastructures et de l'occupation des sols de la commune en 2018 (CLC).

## Histoire
En 1789, le village dépendait de l'intendance et de la généralité de Châlons, du bailliage et de l'élection de Troyes et de la Mairie royale de Dosches. Entre le 29 janvier et 29 novembre 1790, le village était du canton d'Onjon avant d'être réuni à celui de Creney.
Il y avait plusieurs moulins à vent comme à la Croix-Maillet, la Rochelle.

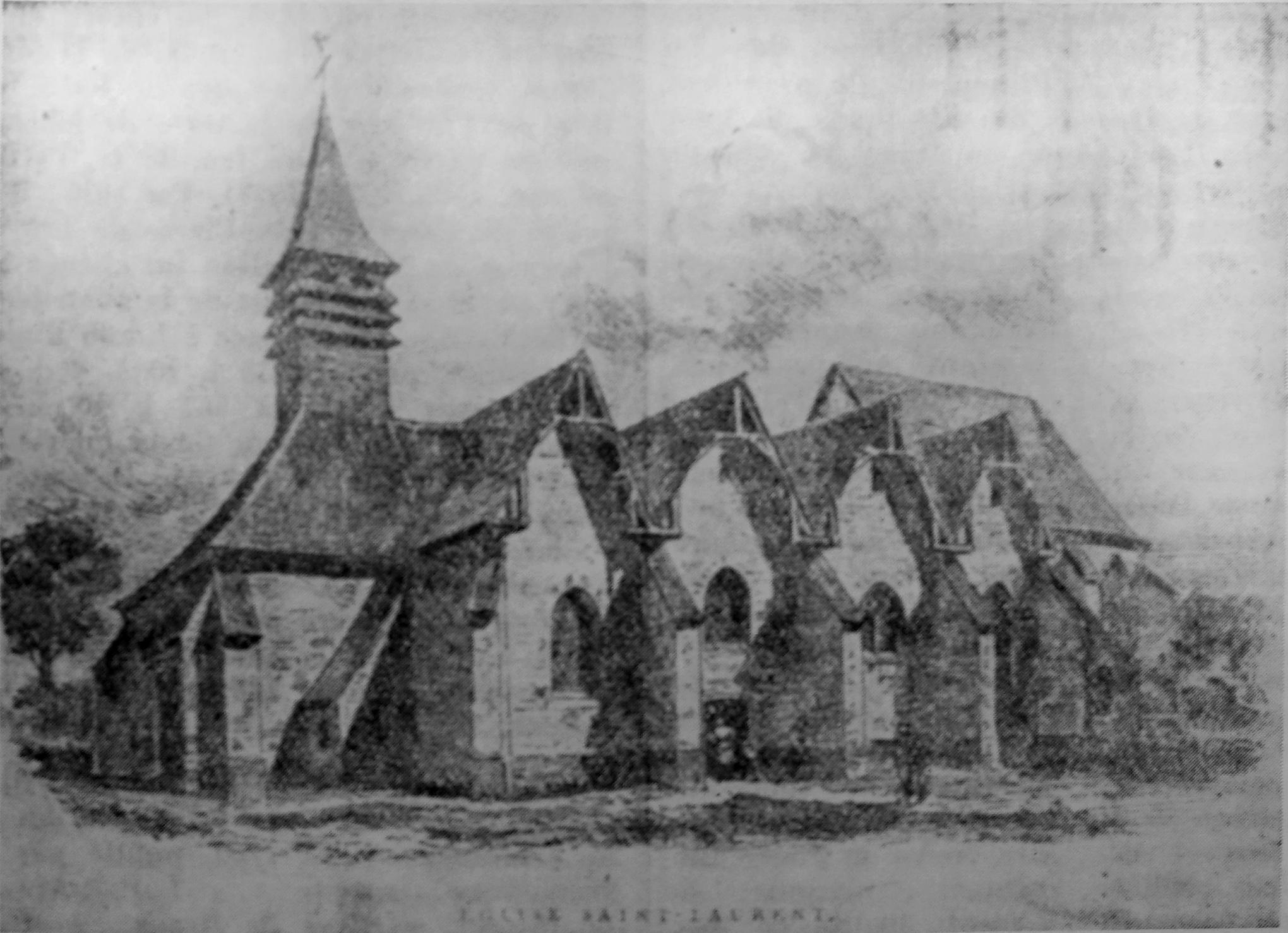
La défunte église Saint-Laurent sur un dessin de Charles Fichot.

Il se tenait une église sous le vocable de Saint-Laurent, à côté du cimetière à l'écart du village mais la guerre l'a détruite, c'était celle de Sellières qui était succursale de celle d'Assencières. Ainsi il ne reste plus qu'une chapelle dans la grande rue, ancienne chapelle du Mesnil qui fut érigée en paroissiale sous le vocable de la Sainte-Croix en 1902.

## Politique et administration
| Période                                  | Période  | Identité          | Étiquette | Qualité                                                                                   |
| ---------------------------------------- | -------- | ----------------- | --------- | ----------------------------------------------------------------------------------------- |
| mars 1995                                | En cours | Olivier Jacquinet | DVD       | Fonctionnaire Président de la communauté de communes Conseiller départemental depuis 2021 |
| Les données manquantes sont à compléter. |          |                   |           |                                                                                           |

## Démographie
L'évolution du nombre d'habitants est connue à travers les recensements de la population effectués dans la commune depuis 1793. Pour les communes de moins de 10 000 habitants, une enquête de recensement portant sur toute la population est réalisée tous les cinq ans, les populations de référence des années intermédiaires étant quant à elles estimées par interpolation ou extrapolation. Pour la commune, le premier recensement exhaustif entrant dans le cadre du nouveau dispositif a été réalisé en 2005.

En 2022, la commune comptait 574 habitants, en évolution de −2,71 % par rapport à 2016 (Aube : +0,7 %, France hors Mayotte : +2,11 %).
| 1793 | 1800 | 1806 | 1821 | 1831 | 1836 | 1841 | 1846 | 1851 |
| ---- | ---- | ---- | ---- | ---- | ---- | ---- | ---- | ---- |
| 486  | 472  | 432  | 349  | 405  | 416  | 449  | 468  | 469  |

| 1856 | 1861 | 1866 | 1872 | 1876 | 1881 | 1886 | 1891 | 1896 |
| ---- | ---- | ---- | ---- | ---- | ---- | ---- | ---- | ---- |
| 451  | 432  | 428  | 429  | 429  | 404  | 374  | 344  | 320  |

| 1901 | 1906 | 1911 | 1921 | 1926 | 1931 | 1936 | 1946 | 1954 |
| ---- | ---- | ---- | ---- | ---- | ---- | ---- | ---- | ---- |
| 332  | 324  | 312  | 296  | 298  | 280  | 300  | 283  | 303  |

| 1962 | 1968 | 1975 | 1982 | 1990 | 1999 | 2005 | 2006 | 2010 |
| ---- | ---- | ---- | ---- | ---- | ---- | ---- | ---- | ---- |
| 273  | 280  | 282  | 325  | 370  | 377  | 499  | 507  | 568  |

| 2015 | 2020 | 2022 | - | - | - | - | - | - |
| ---- | ---- | ---- | - | - | - | - | - | - |
| 588  | 589  | 574  | - | - | - | - | - | - |

## Lieux et monuments

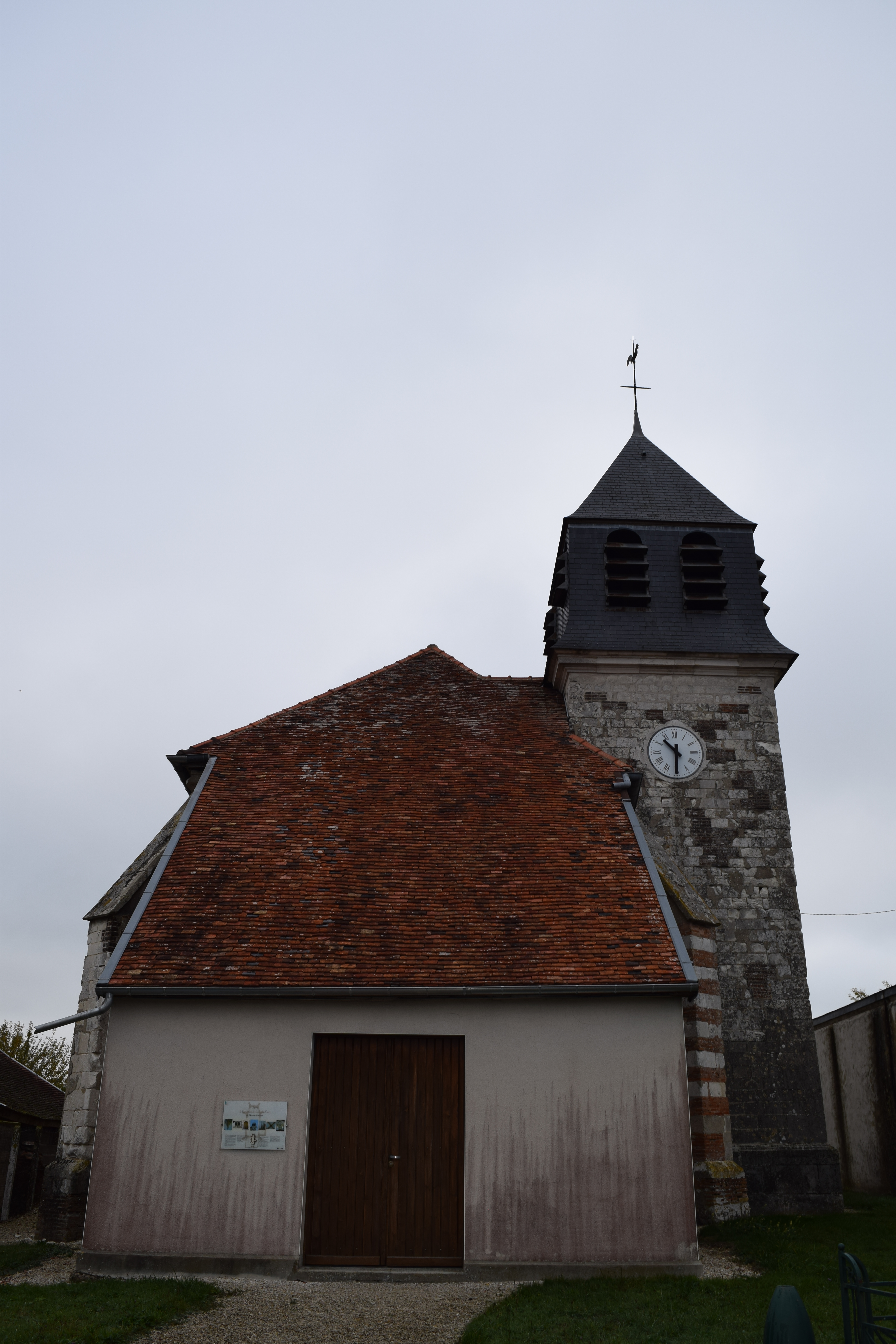
Église de l'Invention-de-la-Sainte-Croix de Mesnil-Sellières.

L'église de l'Invention-de-la-Sainte-Croix a été construite au XVIe siècle. Elle a été remaniée aux XVIIIe et XIXe siècles avec l'ajout d'un porche en bois et d'un clocher. Il y a parmi le mobilier : un reliquaire du XVIIIe siècle (?), un groupe sculpté de saint Jean et la Vierge et un christ en croix. Il y a encore un bénitier du XVIe siècle qui devait être un baptistère dont il subsiste les traces d'un pied sur le fond.